# Ливраменту-ди-Носа-Сеньора
Ливраменту-ди-Носа-Сеньора (порт. Livramento de Nossa Senhora)  —  муниципалитет в Бразилии, входит в штат Баия. Составная часть мезорегиона Юго-центральная часть штата Баия. Входит в экономико-статистический микрорегион Ливраменту-ду-Брумаду. Население составляет 52 769 человек на 2006 год. Занимает площадь 2267,021 км². Плотность населения — 18,0 чел./км².
Праздник города — 13 августа.

## История
Город основан в 1715 году.

## Статистика
- Валовой внутренний продукт на 2003 год составляет 116 281 448,00 реалов (данные: Бразильский институт географии и статистики).
- Валовой внутренний продукт на душу населения на 2003 год составляет 2945,62 реалов (данные: Бразильский институт географии и статистики).
- Индекс развития человеческого потенциала на 2000 год составляет 0,654 (данные: Программа развития ООН).

## География
Климат местности: полупустыня.